# Hangwa
Hangwa es un término general para la confitería tradicional coreana. Los ingredientes comunes del hangwa son la harina de cereal, la miel, el yeot, el azúcar, la fruta y las raíces comestibles.
Tradicionalmente, el hangwa se ofrecía durante las celebraciones de jesa (ritos ancestrales), chuseok (fiesta de la cosecha), geolhonshik (bodas) o hwanggap (sexagésimo cumpleaños).

## Tipos dehangwa
- Yugwa (유과), elaborado amasando y friendo.
- Suksilgwa (숙실과), cociendo fruta, jengibre o frutos secos en agua y dándole luego la forma original de la fruta, u otra.
- Gwapyeon (과편), golosina parecida a la gelatina hecha cociendo frutas ácidas, almidón y azúcar.
- Dasik (다식, literalmente ‘aperitivo de té’), amasando harina de arroz, miel y diversos tipos de harina de frutos secos, hierbas, sésamo o azofaifo.
- Yeot (엿), dulce tradicional en forma líquida o sólida hecho cociendo al vapor arroz, arroz glutinoso, kaoliang glutinoso, maíz, batata o cereales variados. Los ingredientes cocidos al vapor se fermentan levemente y se cuecen en una olla grande llamada sot (솥) durante mucho tiempo.
- Yeot gangjeong (엿강정).
- Jeonggwa (정과).

## Nombre
La palabra tiene dos componentes: han y gwa (‘confitería’). Las fuentes discrepan en la interpretación de han en esta palabra, es decir, si significa ‘coreano’ y su hanja es 韓 o si significa ‘chino’ y su hanja es 漢. La mayoría de las fuentes, como es el caso de varios importantes diccionarios y enciclopedias comerciales en línea, interpretan hangwa como 韓菓 (‘confitería coreana’), contrapartida de yanggwa (洋果, ‘confitería occidental’). Por el contrario, la edición de Internet de un diccionario estándar del Instituto Nacional de la Lengua Coreana, el organismo oficial regulador del idioma de Corea del Sur, lo considera 漢菓 (‘confitería china’) con una definición que difiere de la dada en otras fuentes, considerándolo un tipo de yumilgwa, que a su vez es una variedad de confitería coreana, en lugar de al revés. Este diccionario no hace mención a 韓菓, ni como deletreo hanja alternativo ni como entrada independiente.